# Mikołaj Ignacy Wyżycki
Mikołaj Ignacy Wyżycki herbu Osmoróg (ur. 6 listopada 1698, zm. 7 kwietnia 1757 roku we Lwowie) – duchowny katolicki, dziekan krakowskiej kapituły katedralnej w latach 1726–1737, archidiakon krakowskiej kapituły katedralnej do 1726 roku, kanclerz krakowskiej kapituły katedralnej w latach 1722–1723, scholastyk warszawski.

## Życiorys
6 maja 1737 mianowany arcybiskupem metropolitą lwowskim. Za jego rządów dokonał się rozwój życia zakonnego w archidiecezji, powstawały nowe parafie. Arcybiskup koronował również obraz Matki Bożej w lwowskim kościele Bożego Ciała.
10 lipca 1737 roku podpisał we Wschowie konkordat ze Stolicą Apostolską.
W 1738 odznaczony Orderem Orła Białego. W Buczaczu właściciel 
tego miasta Mikołaj Bazyli Potocki mało nie napadł i nie ukarał arcybiskupa, który odważył się mu upomnieć publicznie o rozwiązłe życie.
18 stycznia 1754 roku podpisał we Lwowie manifest przeciwko podziałowi Ordynacji Ostrogskiej.
Zmarł 7 kwietnia 1757 w wielki czwartek w klasztorze XX. Missyonarzów we Lwowie, których w 1746 sprowadził i w dawnym klasztorze Teatynów na krakowskim przedmieściu ulokował. Został pochowany w kościele XX. Misyonarzy. W kryptach kościoła p.w. św. Piotra i Pawła oraz klasztoru Jezuitów we Lwowie znajduje się jego sarkofag.